# Sungurtekin Bey
 (janvier 2020).
Si vous disposez d'ouvrages ou d'articles de référence ou si vous connaissez des sites web de qualité traitant du thème abordé ici, merci de compléter l'article en donnant les références utiles à sa vérifiabilité et en les liant à la section « Notes et références ».
Sungurtekin Bey (en arabe : سونغور تكين بن سليمان شاه, né vers 1187 et mort vers 1277, il est le frère aîné d'Ertuğrul, lui même le père du fondateur de l'Empire ottoman, Osman Ier.

## Biographie
Sungurtekin Bey fils de Suleiman Chah était le chef d'une des tribus turques déplacées des plaines d'Asie occidentale vers les pays d'Asie centrale (Anatolie) et il retournait après la mort de son père qui s'est noyé lors de sa traversée de l'Euphrate près du Qal'at Ja'bar, à 250 km au sud-ouest de la ville turque de Mardin et sa tombe est toujours là-bas.
Sa mère était Hayme Hatun. Il est le frère aîné d'Ertuğrul.
Sungurtekin n'a pas d'enfants et il s'est jamais marié.
Il est l’oncle d’Osman et l’un des guerriers les plus importants près de lui, le fondateur de l’Empire ottoman.
Le sultan Kay Qubadh Ier lui chargé d’entrer dans l’armée d’Ogedei, l’empereur mongol, pour être un espion des seldjoukides pendant de nombreuses années.
Il est ensuite retourné à sa tribu, qu’il a quitté quand il était un très jeune homme pour constater que son père Suleyman Chah est mort, de sorte que lui et ses frères différaient dans l’endroit où ils allaient débarquer les voyageurs de la tribu, et Sungurtekin avait trois frères, Gündoğdu Bey et le plus jeune d’entre eux Dündar Bey et le milieu d’entre eux, le plus célèbre et proéminent Ertuğrul.
Ainsi, la tribu Kayı a été divisée en deux, Sungurtekin et son frère Gündoğdu Bey sont allés à Ahlat, tandis qu'Ertuğrul et Dündar sont allés à la frontière byzantine.
Les livres d’histoire ne dit rien sur Sungurtekin et son frère Gündoğdu et le sort de leur tribu.
Cependant, on sait que la plupart des tribus turkmènes qui ont été déplacées à Ahlat et leurs environs ont été complètement exterminés par les Mongols.

## Sungurtekin Bey dans la culture populaire
La série télévisée turque Kuruluş/Osmancık de 1988, il est interprété par Berhan Şimşek.
Dans la série télévisée turque Diriliş: Ertuğrul, relate de manière romancée la vie d'Ertuğrul Gâzi de 2014 à 2019, il est interprété par Sezgin Erdemir.
Il reprend son rôle dans la série télévisée Kuruluş: Osman, la suite de la série précédente qui relate la vie d'Osman.